# Menady

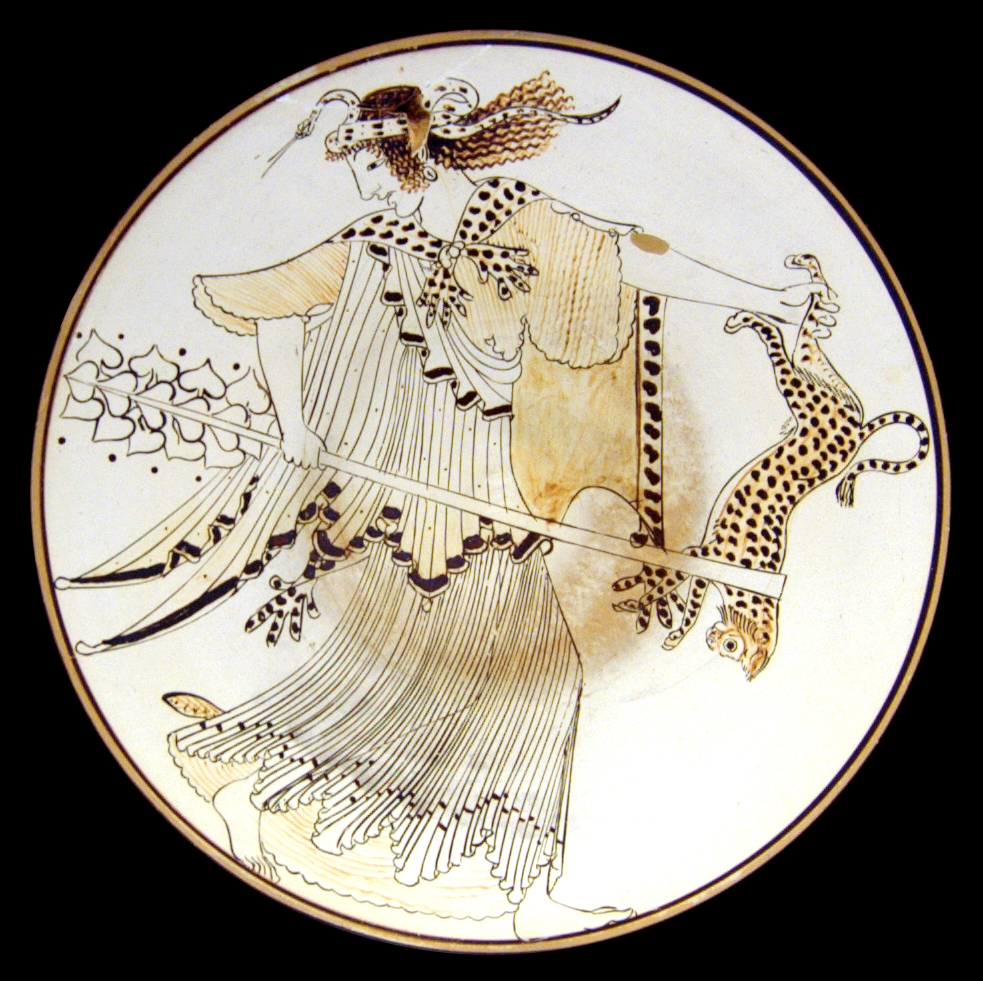
Menada,
malowidło na attyckim kyliksie biało gruntowanym, V wiek p.n.e.,
Staatliches Antikensammlungen w Monachium.

Menady (także bakchantki, bachantki, gr. Μαινάδες Mainádes ‘szalejące’, gr. Bάκχαι Bákchai, łac. Maenades, Bacchae) – 1. w mitologii greckiej towarzyszki Dionizosa; 2. czcicielki Dionizosa (Bachusa).
Wedle mitu menady zabiły Orfeusza, który, pogrążony w rozpaczy po utracie Eurydyki, odmówił wzięcia udziału w Bachanaliach. 
Nazwa bachantki wiąże się z imieniem Bachus (bądź Bakchos – stąd bakchantki), którym również określano boga – Dionizosa.
Trackie bachantki, które odziane w skóry jeleni, wymachując owiniętymi winną latoroślą tyrsami i śpiewając dzikie, szalone pieśni, tworzyły orszak Dionizosa, podczas jego podróży z Lidii, przez cały antyczny świat do Grecji.
W Atenach uważano Traków za barbarzyńców, których cechowało zachowanie gwałtowne i nieopanowane. Rytualne misteria dionizyjskie (Dionizje) stwarzały okazję bachantkom do podobnie nieprzyzwoitego zachowania, krzyków i dzikich tańców graniczących z wyuzdaniem.